# Lampert (Adelsgeschlecht)

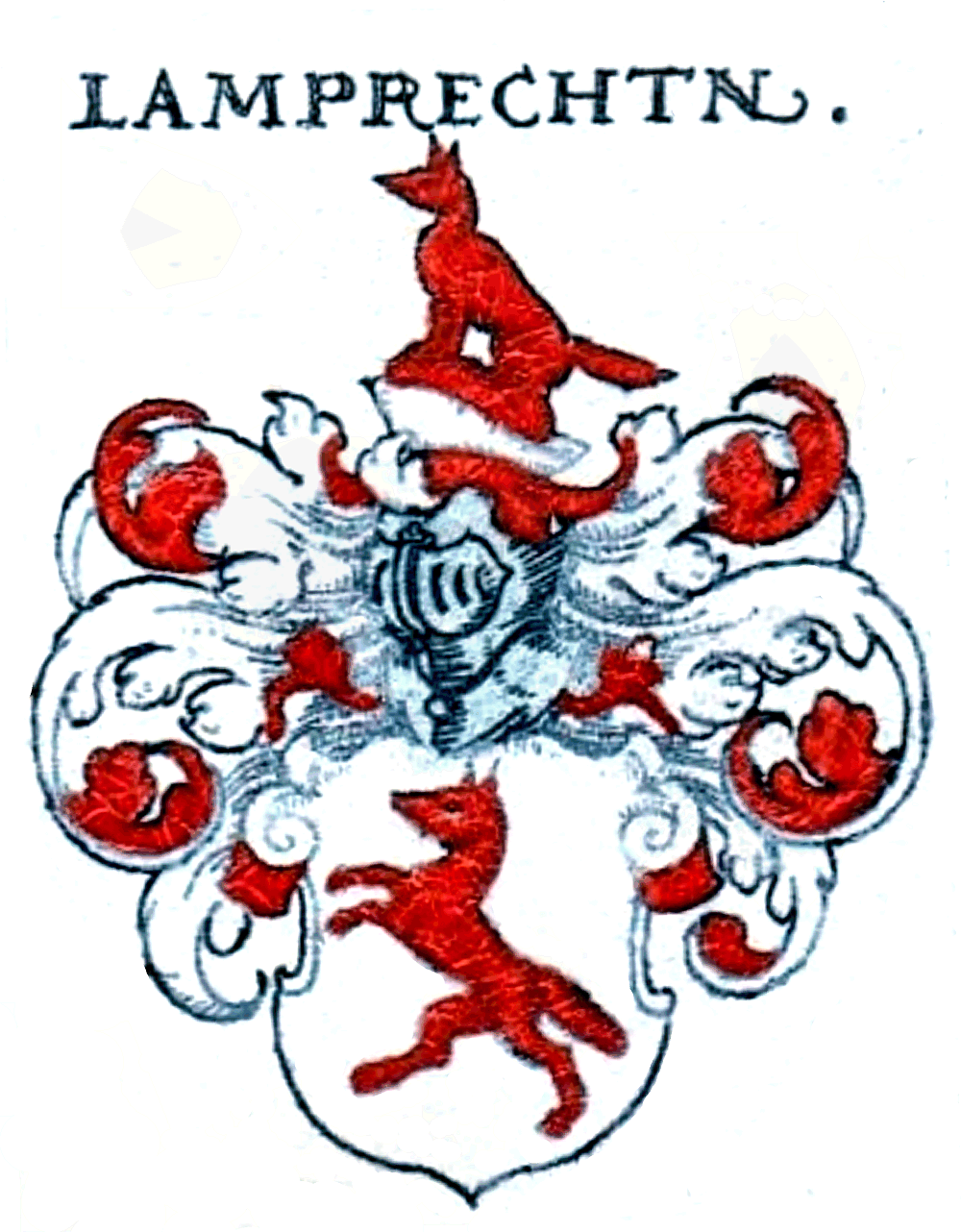
Wappen der Lampert – Lamprechtn

Lampert (auch Lamprecht, Lemplin, Lemplein) ist der Name eines fränkisches Rittergeschlechts. Es war vor allem im Raum Gerolzhofen begütert und stellte in der Stadt auch den Vogt. Die Familie wird von der älteren Forschung mit den frühmittelalterlichen Lampertinern/Widonen in Verbindung gebracht und kann auch der Heilbronner Patrizierfamilie Laemmlin zugeordnet werden.

## Geschichte
Herbert Lemmel leitet die Familie von den Lampertinern ab, deren Leitname sich im Laufe des Mittelalters in einen Familiennamen verwandelte. Er betont, dass die Kontinuität der Familie über die Gütervererbung nachgewiesen werden kann. Im 15. Jahrhundert sind Vertreter des Familienverbandes dann als Niederadelige bzw. Bürger anzutreffen. Dieser Herleitung steht die neuere Forschung kritisch gegenüber. Als bedeutenden Beweis führt Lemmel die Existenz des Lampert von Bodenlauben an, der am 13. Januar 1250 in der Überlieferung des Hochstifts Würzburg erwähnt wurde. Jener Lampert war im Raum um Salz, Münnerstadt und Schweinfurt begütert und starb im Jahr 1280. In einer Urkunde des Jahres 1313 wurde der Besitz eines Zweiges der Familie erstmals im Raum um Gerolzhofen bzw. Herlheim festgelegt. Aus dem staufischen Reichsdienst war die Familie in die Ministerialität des Hochstifts Würzburg gelangt.
Im ältesten Würzburger Lehenbuch taucht die Familie mit mehreren Nennungen auf. So besaß sie Höfe in Lindelach und Bimbach. Lampert von Gerolzhofen und sein Sohn waren 1319 als Burgmannen von Gerolzhofen nachweisbar. Um 1330 wurde ein Otto filius Lamperti mit einem Sechstel des Forstamtes im Steigerwald belehnt. Zu einer zentralen Institution der Familie stieg das im Jahr 1233 gegründete Kloster Heiligenthal auf, dem bald auch Mitglieder der Lampert von Gerolzhofen vorstanden. So gestattete Graf Friedrich III. zu Castell dem Wäppner Lampert von Gerolzhofen einen Tausch von mehreren Weinbergen auf Volkacher bzw. Obervolkacher Gemarkung. Besondere Bedeutung für die Familie hat der Güterkomplex, der 1353 an die Kinder des Lampert von Gerolzhofen vererbt wurde.
Dazu gehört ein Hof in Gerolzhofen, das Schloss Bimbach mit zwei Mühlen, darunter der Greuthermühle, sowie eine halbe Mühle in Brünnau und Neuses am Sand, Höfe in Rügshofen und Gerolzhofen. Weitere Güter lagen in Obervolkach, in Gaibach, Vögnitz, Dingolshausen, Wustviel, Geusfeld und Volkach. Die Besitzungen erfuhren unter den nachfolgenden Generationen eine Vermehrung. So wurde Hans Lampert um 1414 mit Gütern in Hundelshausen, Rohr, Heinachshof, Neuhausen und Zabelstein genannt. Erst im 15. Jahrhundert wandelte sich der Leitname Lampert zum Familiennamen. Obwohl die Familie in den folgenden Jahrzehnten nicht mehr fassbar gemacht werden kann, vermutete Herbert Lemmel eine familiäre Kontinuität der Gerolzhöfer Lamprecht mit den in Nürnberg verorteten Lemlein. Dieser Schlussfolgerung widerspricht Hans-Dietrich Lemmel mit Verweis auf die etymologischen Herleitungen beider Familiennamen.

## Mitglieder
Die Stammliste der Lampert von Gerolzhofen wurde durch Hans-Dietrich Lemmel rekonstruiert:
- Lampert Marschall von Bodenlauben (* um 1185)
  - Dietrich Lampert (* um 1215)
    - Lampert von Gerolzhofen der Ältere (um 1245–vor 1322) ⚭ NN von Pödeldorf
      - Lampert von Gerolzhofen junior (* um 1290), Vogt von Gerolzhofen ⚭ NN Fuchs 
        - Hermann Lamprecht (um 1308–1383)
        - Otto (* um 1310), Lülsfeld
          - Peter (* um 1340), Lülsfeld

        - Götz Lamprecht (* 1312), Bürger in Nürnberg
          - Catharina ⚭ NN Seckendorff

        - Dietrich Lamprecht (* um 1315)
          - Hans Lamprecht (* um 1345)
            - NN (* um 1375)
              - NN (* um 1405 in Trunstadt)
                - Mathias Zabelstein (* um 1438), Universität Leipzig

        - Lempel/Lemplin Lamprecht (* um 1325), Ritter
          - Hans Lemplein (um 1355–um 1400), Ritter in Nürnberg
          - Dietrich Lemplein (um 1353–1389), Kanoniker in Bamberg
          - Götz Lemplin (um 1355/1360–nach 1409), Ritter
          - Heinz Lemplin (* um 1360), Ritter[4]

## Wappen
Bereits im 14. Jahrhundert kann für die Familie ein Wappen nachgewiesen werden. Es hängt eng mit dem der Familie Fuchs zusammen, mit der einzelne Mitglieder ein Konnubium bildeten. Blasonierung: In Silber ein steigender roter Fuchs. Auf dem Helm mit rot-silbernen Helmdecken der rote Fuchs auf einem silbern-gestulpten Hut sitzend.